# Лозине
Ло̀зине (на италиански: Losine, на източноломбардски: Lùden, Луден) е село и община в Северна Италия, провинция Бреша, регион Ломбардия. Разположено е на 368 m надморска височина. Населението на общината е 584 души (към 2013 г.).